# Еліас Колега
Еліас Колега (23 травня 1996 , Мюнхен ) — хорватський гірськолижник, що спеціалізується на слаломі. Учасник зимових Олімпійських ігор 2018.
Брат іншого гірськолижника Семюеля Колеги. У квітні 2017 року оголошено, що братів тренуватиме Анте Костелич.

## Результати в Кубку світу
Усі результати наведено за даними Міжнародної федерації лижного спорту.

### Підсумкові місця в Кубку світу за роками
| Сезон |                 |        |                    |             |                  |                         |   |
| Вік   | Загальний залік | Слалом | Гігантський слалом | Супергігант | Швидкісний спуск | Гірськолижна комбінація |   |
| 2018  | 21              | 141    | 49                 | —           | —                | —                       | — |
| 2019  | 22              | 73     | 25                 | —           | —                | —                       | — |
| 2020  | 23              | 117    | 42                 | —           | —                | —                       | — |

### Результати за дисципліною
| Дисципліна              | Виступи у КС | Топ-30 КС | Топ-15 КС | Топ-5 КС | П'єдестали | Найкращий результат | Найкращий результат    | Найкращий результат |
| Дисципліна              | Виступи у КС | Топ-30 КС | Топ-15 КС | Топ-5 КС | П'єдестали | Дата                | Місце проведення       | Місце               |
| ----------------------- | ------------ | --------- | --------- | -------- | ---------- | ------------------- | ---------------------- | ------------------- |
| Слалом                  | 29           | 10        | 2         | 0        | 0          | 13 січня 2019       | Адельбоден (Швейцарія) | 6-те                |
| Гігантський слалом      | 10           | 0         | 0         | 0        | 0          | 11 січня 2020       | Адельбоден (Швейцарія) | 48-ме               |
| Супергігант             | 0            | 0         | 0         | 0        | 0          |                     |                        |                     |
| Швидкісний спуск        | 0            | 0         | 0         | 0        | 0          |                     |                        |                     |
| Гірськолижна комбінація | 0            | 0         | 0         | 0        | 0          |                     |                        |                     |
| Загалом                 | 39           | 10        | 2         | 0        | 0          |                     |                        |                     |

- Станом на 1 березня 2021

## Результати на чемпіонатах світу
Усі результати наведено за даними Міжнародної федерації лижного спорту.
| Рік  |        |                    |             |                  |                         |                   |   |
| Вік  | Слалом | Гігантський слалом | Супергігант | Швидкісний спуск | Гірськолижна комбінація | Командні змагання |   |
| 2013 | 16     | —                  | 69          | —                | —                       | —                 | — |
| 2015 | 18     | —                  | 42          | —                | —                       | —                 | — |
| 2017 | 20     | 60                 | НФК2        | —                | —                       | —                 | 9 |
| 2019 | 22     | 21                 | 37          | —                | —                       | —                 | — |

## Результати на Олімпійських іграх
Усі результати наведено за даними Міжнародної федерації лижного спорту.
| Рік  |        |                    |             |                  |                         |   |
| Вік  | Слалом | Гігантський слалом | Супергігант | Швидкісний спуск | Гірськолижна комбінація |   |
| 2018 | 21     | 23                 | —           | —                | —                       | — |